# Arsenale militare marittimo di Brindisi
L'Arsenale militare marittimo di Brindisi fu un arsenale marittimo italiano, progettato a partire dal 1905. 

## Storia
Agli inizi del novecento il mare Adriatico assunse un’importanza primaria nella geostrategia del Regno d'Italia e la creazione di una base navale nell’Adriatico fungeva da valido contraltare alle installazioni della Imperial Regia Marina dell'Impero austro-ungarico le cui due basi principali erano a Pola e Cattaro e nel 1905 il viceammiraglio Camillo Candiani, presentò uno studio che prevedeva la fortificazione “Adriatica” del porto di Brindisi oltre a Venezia ed Ancona, e presentò, nello specifico, un progetto che il 26 maggio 1905 venne approvato all’ unanimità dal consiglio comunale di Brindisi e tre anni dopo, il viceammiraglio Giovanni Bettolo, capo di Stato Maggiore della Regia Marina si recò a Brindisi a bordo della corazzata Dandolo per un sopralluogo, al fine di completare così gli studi iniziati dal suo predecessore.
Il progetto prevedeva, a corollario, la realizzazione di batterie difensive, a carico della Regia Marina, e di batterie con artiglierie pesanti a spese del Regio Esercito. 
L'Arsenale venne completato nel 1910 usando gli spazi di quello che era l’antico castello svevo della città.
Inizialmente la base navale di Brindisi nata come piccola officina di supporto alle navi “Vulcano” e “Lombardia” e per le riparazioni del naviglio poteva offrire un buon approdo soltanto al naviglio leggero e alle siluranti. Nel 1913, sulla banchina a levante del castello fu costruito il primo nucleo del futuro Arsenale di Brindisi e nel 1914, nel periodo di neutralità che precedette l’entrata in guerra dell’Italia contro l'Impero austro-ungarico e contro l'Impero tedesco, la base di Brindisi fu oggetto di ulteriori interventi di potenziamento difensivo; vennero scavati e drenati i due seni di ponente e di levante in modo da fare entrare in porto anche navi di stazza più grande e venne istituita anche una stazione per idrovolanti.
Dopo la seconda guerra mondiale la Marina Militare ne fece una appendice dell'arsenale di Taranto.
Nel 2013 da distaccamento dell'Arsenale di Taranto passò alle dipendenze di COMFORSBARC. Nel 2015 riacquisì autonomia, come reparto manutenzione nel Comando stazione navale di Brindisi.